# Desenvolvimento de grupo
Na área de estudos sobre o comportamento humano em grupo, o desenvolvimento de grupo é uma das partes estudadas. Isto é devido ao facto que estudos do desenvolvimento de grupo revela muito sobre o desenvolvimento humano e como as pessoas interagem e trabalham da melhor maneira em grupo, para obter o melhor resultado na atividade ou no trabalho. Estágios de desenvolvimento de grupo são etapas padronizadas para a criação de grupos. Existem vários tipos de modelos para a criação desses, por exemplo: o modelo de cinco estágios (grupos efetivos) e modelo de equilíbrio pontual (grupos temporários). Também existe um modelo que integra os modelos que se chama "O Modelo Integrado de Desenvolvimento de Grupo" (ou IMGD) elaborada por Susan Wheelan. O foco nas pesquisas em desenvolvimento de grupo é tentar saber como e porque grupos pequenos se evolvem e mudam com o tempo, estudando os modos de transformação e continuidade nos grupos. Os aspetos que são estudados para saber isto, incluem a qualidade e o tipo de trabalho, se há conflito e como é o procedimento do trabalho.

## Definições
Grupos existem desde o início da raça humana. A nossa capacidade de formar e trabalhar em grupos é fundamental para a nossa sobrevivência e desenvolvimento. No entanto, muitas pessoas não gostam de trabalhar em grupo, porque o trabalho em grupo pode ser complicado e envolve a vezes conflito, sentimentos feridos, e ineficiência. A razão pela qual as organizações e empresas querem organizar o trabalho em forma de grupo é porque quando um grupo funciona bem, ele funciona muito melhor em comparação com outros métodos de trabalho, como por exemplo quando cada empregador trabalha sozinho (Wheelan, 2005).
O facto é que um grupo maduro funciona muito melhor, terminando projetos mais rápido (Wheelan, 1998). Alunos têm melhores resultados em testes estandardizados se as equipes de professores estão numa fase de desenvolvimento maduro (Wheelan & Kesselring, 2005), e equipes de uma unidade de terapia intensiva funcionando em uma equipe madura salvam mais vidas (Wheelan, Berchill & Tilin, 2003). O prestar de atenção ao desenvolvimento de grupo, poderia ajudar o grupo ter sucesso.

### Grupo
Keyton (2002) define um grupo como: “três ou mais membros que interagem uns com os outros para executar uma série de tarefas para completar metas comuns”, o que significa que grupos grandes são, na verdade, um conjunto de subgrupos menores e devem ser considerados separadamente. Se um grupo é composto por mais de oito indivíduos o grupo é menos produtivo do que um grupo menor (Wheelan, 2009).

### Grupo de Trabalho
Um "grupo de trabalho" é composto por membros que querem criar uma visão de metas compartilhadas e desenvolver uma estrutura para alcançar as metas (Wheelan, 2005).

### Equipe ou "time"
Uma equipe (ou um “time”) é um grupo de trabalho que compartilha objetivos e métodos eficazes para alcançá-los (Wheelan, 2005). Isto implica que muitos grupos de trabalho nas organizações não são equipes. Apenas 17% de todos os grupos foram considerados equipes de acordo com um estudo (Wheelan, Davidson & Tilin, 2003).

## Teorias
A pesquisa em desenvolvimento de grupo recebeu muita atenção antes da década de 1960. Depois, a pesquisa em grupos diminuiu e o foco foi alterado para enfocar no indivíduo como a unidade de pesquisa. Estudos aplicados ainda foram realizados que tentaram entender a produtividade e eficácia em grupos. No entanto, para tentar ajudar grupos é preciso entender como eles funcionam. Ou como Wheelan e Hochberger (1996) disseram numa frase: “antes que tentar corrigir alguma coisa, é preciso saber o que é que está quebrado.”
No início dos anos 70, mais de 100 modelos de teorias existiam e desde então mais teorias e tentativas de as qualificar surgiram. Por tanto, Smith (2001) tentou de categorizar as teorias em três subcategorias ou fases. Estes seriam se o desenvolvimento ocorreu em medida linear, com desenvolvimento circular ou as duas ocorreram juntas, o que seria totalmente sem fases ou estágios.
Outras tentativas de categorizar as teorias foram se o estimulo para desenvolvimento e estabilidade no grupo foram promovidos de dentro ou de fora do grupo.
Uma terceira maneira de categorizar as teorias é distinguir as diferentes teorias por meio de quatro “motores” que incitam a mudança (Van de Ven, 1996).

### Modelo de Tuckman

Modelo de Tuckman

O modelo de cinco estágios, criado por Bruce W. Tuckman baseia-se na padronização na criação de grupos em cinco etapas: formação, tormenta, normalização, desempenho e interrupção. Importante citar que, como todo modelo organizacional, não existe uma passagem de etapa clara e definida. Muitas vezes as etapas entrelaçam o término com o começo de uma nova etapa. Além disso, não há padronização de qual etapa é a melhor para alcançar a perfeição em um processo como um todo. Cada grupo possui objetivos diferentes e formas diferentes de interagir, muitas vezes, inclusive, existindo apenas uma etapa do modelo.
Uma maneira prática de se implementar este modelo é utilizado em gerenciamentos de projetos, em que, dentro desse, há o processo de criação de um grupo, realizado no modelo PMBOK através dos grupos de processos.

#### Forming (Formação)
Estágio em que se inicia a formação do grupo (forming), porém, há incertezas de como o grupo será estruturado, liderado e o que é permitido.  Alguns autores afirmam que nessa fase existem “testes” promovidos pelos membros do grupo para saber se algumas ideias, posições e comportamentos serão aceitos no grupo. Ao término dessa etapa, cada membro aceita-se como parte de um grupo.

#### Storming (Confrontação)
Etapa dos conflitos (storming). Os testes providos anteriormente são confrontados entre os membros do grupo, como hierarquização, líder, motivo da existência e limites. Ao término da etapa, a hierarquia e liderança estarão estabelecidas, além dos conflitos solucionados.

#### Norming (Normatização)
Etapa em que o grupo demonstra interatividade e os problemas e conflitos pessoais são deixados de lado para o bem do grupo (norming). Além disso, os objetivos e entendimento das funções implementadas no grupo são estabelecidas e aceitas por todos.

#### Performing (Atuação)
Etapa em que o grupo está concentrado em efetuar e concluir os objetivos anteriormente definidos (performing).

#### Adjourning (Dissolução)
Nos casos de grupos de longa duração, o desempenho é a última etapa. Porém, em casos de grupos que serão dissolvidos, existe a etapa de suspensão (adjourning). Aqui o único objetivo do grupo é finalizar os objetivos e completar as missões a eles designados até o término do grupo.

### O modelo de Equilíbrio Pontual

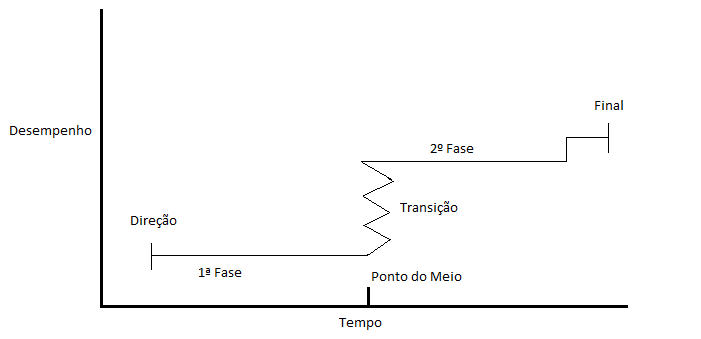
Modelo do Equilíbrio Pontual

O modelo de Equilíbrio Pontual, criado por C. J. G. Gersick, existe para explicar grupos temporários, ou seja, grupos que, diferentemente do cinco estágios, é organizado para concluir algum objetivo e, após a conquista, o grupo é desfeito. A chave desse modelo é como o tempo é empregado na formação e conclusão do objetivo do grupo. O modelo é constituído por seis etapas.

#### Direção
Essa etapa de direção determina o que o grupo é responsável por fazer. As primeiras ideias e estrutura de como será o grupo e o objetivo é formado nesse instante.

#### Primeira Fase
Depois de determinada as ações, é pouco provável que aconteçam mudanças, por isso é conhecido como momento de inércia.

#### Ponto do Meio
Momento em que nota-se que metade (ou mais da metade) do tempo foi gasto e é preciso acelerar os pensamentos ou ações.

#### Transição
Essa etapa é quando os padrões estabelecidos na etapa de direção são rompidos ou alterados, surgindo novos padrões.

#### Segunda Fase
Exatamente como a primeira fase, a inércia acontece.

#### Final
Acontece as ações que foram estabelecidos na transição até o final do objetivo.

### O modelo Integrado de Desenvolvimento de Grupo de Wheelan
A teoria que Wheelan (2005) apresenta é um modelo integrado de desenvolvimento de grupo e também é marcado como tal (o modelo é chamado o Modelo Integrado de Desenvolvimento de Grupo, ou IMGD). O modelo tem quatro fases pelas quais um grupo passa ao longo do tempo e é baseado no modelo de Tuckman. A diferença é que este modelo assume a perspectiva de que os grupos atingir a maturidade como eles continuam a trabalhar juntos em vez de simplesmente passar por fases de atividade.

#### Fase 1: Dependência e Inclusão
A primeira fase é categorizada por três áreas principais; preocupações sobre a segurança e inclusão, a dependência dos membros do líder designado, e um desejo dos membros de ordem e estrutura. O grupo deve tornar-se organizado, capaz de um trabalho eficiente, e atingir metas, de modo que a primeira fase deve ter o objetivo de chegar lá (Wheelan, 2005).

#### Fase 2: Contra-Dependência e Luta
A segunda fase do desenvolvimento de grupo é uma fase de conflito, onde opiniões diferentes são uma obrigação para, no fim, criar papéis claros para serem capazes de trabalhar em conjunto de uma forma construtiva. Os membros têm que passar por isso para também serem capazes de confiar uns nos outros e no líder. Quando o grupo navega com segurança através da primeira fase, eles ganham um senso de lealdade. Quando as pessoas se sentem mais seguras, elas atrevem-se a falar e expressar opiniões que poderiam não ser compartilhados por todos os membros (Wheelan, 2005).

#### Fase 3: Confiança e Estrutura
A terceira fase é a fase em desenvolvimento estrutural onde os papéis são baseados em competência, ao em vez dos membros do grupo lutarem pelo poder ou pela segurança. De este modo a comunicação fica mais aberta e orientada para a tarefa. A terceira fase do desenvolvimento de grupo é caracterizado por negociações mais maduros sobre os papéis, a organização e os processos (Wheelan, 2005).

#### Fase 4: Trabalho e produtividade
A quarta e última fase (excluindo a fase de terminação), é quando o grupo está focado em fazer as tarefas bem ao mesmo tempo que a coesão do grupo é mantida durante um longo período de tempo. O grupo também se concentra na tomada de decisões e encoraja os conflitos relacionados às tarefas. Este é um momento de produtividade intensa e eficácia e é aqui, nesta fase, que o grupo se torna uma equipe ou “time” (Wheelan, 2005).

#### O Questionário de Desenvolvimento de Grupo (GDQ)
A maior contribuição de Wheelan é, provavelmente, conectar um questionário ao seu modelo de desenvolvimento de grupo (O Questionário de Desenvolvimento de Grupo). Ao criá-lo, tornou-se possível diagnosticar e identificar em qual fase o grupo concentra a sua energia no momento, e, portanto, como avançar no seu desenvolvimento (Wheelan & Hochberger, 1996).

### Exceção
Um problema que ocorre é o fato de ignorar o contexto organizacional. Um exemplo prático é uma pesquisa realizada em uma companhia aérea, onde em apenas dez minutos, pilotos que nunca se encontraram antes formam um grupo para realizar o voo. Neste caso a organização define regras, tarefas, informações e os recursos necessários para a execução com eficiência, quebrando a ideia do modelo de cinco estágios.

## Motivações para aderir a um grupo
Os estágios de desenvolvimento de grupo existem pois as pessoas, muitas vezes, possuem a necessidade de participar de grupos por alguns motivos. Os principais são segurança, status, autoestima, associação, poder e alcance de metas.

### Segurança
Algumas pessoas se reúnem por segurança, para diminuir as incertezas que possam surgir através das decisões que elas tomam, deixando de estar "sozinhas".

### Status
Se algum grupo for "bem visto" pela sociedade, participar dele trará reconhecimento e status para quem participa dele.

### Auto-estima
Além do fato do status e recompensa, a auto-estima pode ser aumentada pelo valor próprio agregado a participação do grupo.

### Associação
Algumas pessoas participam de grupos para interagir com outras pessoas. O prazer de ter interação com pessoas dentro do trabalho é uma motivação.

### Poder
O simples fato de existir a conquista de algo através de um grupo que sozinho não é possível ou mais difícil a conclusão.

### Alcance de Metas
Assim como o poder, o alcance de metas existe para que, na necessidade de conseguir esse, as pessoas interagem para atingi-lo.